# 宝塔桥街道
宝塔桥街道，是中国江苏省南京市鼓楼区下辖的一个街道办事处（乡镇级行政单位）。

## 行政区划
宝塔桥街道下辖以下地区：
燕江路社区、方家营社区、幕府西路社区、金陵新四村社区、宝塔桥东街社区、金陵新六村社区、象山社区、金陵二村社区、燕江园社区、水关桥社区、恒盛嘉园社区和依山郡社区。